# Рыбак, Александр Игоревич
Алекса́ндр И́горевич Рыба́к (бел. Алякса́ндр І́гаравіч Рыба́к, норв. Alexander Rybak; род. 13 мая 1986, Минск, Белорусская ССР, СССР) — норвежско-белорусский певец, музыкант и скрипач, победитель конкурса песни «Евровидение-2009» в Москве. Получил 387 баллов, что до 2016 года являлось рекордом за всё время проведения конкурса. Также представлял Норвегию на конкурсе песни «Евровидение-2018».

## Биография

### Детство и образование
Александр родился 13 мая 1986 года в семье музыкантов: мать, Наталья Валентиновна Рыбак (род. 1959) — пианистка; отец, Игорь Александрович Рыбак (род. 1954) — скрипач. Отец, ставший первым учителем Александра, работал в музыкальном ансамбле в Витебске, в Минском камерном оркестре, мать — в редакции музыкальных программ Белорусского телевидения.
С ранних лет Александр воспитывался на фольклоре и классической музыке, из детства он вспоминает «Купалинку» и белорусские народные песни. Его бабушка — преподаватель музыкального училища Мария Борисовна Савицкая — разучивала с 2-летним внуком первые мелодии. Отец также уделял время Александру, чтобы заниматься с ним музыкой. По воспоминаниям отца, когда сыну было 3 года, однажды во время прогулки в лесу он запел песню собственного сочинения. С 5 лет начал играть на скрипке и фортепиано, танцевать, сочинять песни и петь.
В 4 года Александр вместе с родителями переехал в Норвегию, куда его отец был приглашён работать; затем на полгода вернулся в Минск, где начал учиться в школе при Белорусской государственной академии музыки. В Норвегии семья поселилась в пригороде Осло — городе Несодден (фюльке Акерсхус). Там приступил к занятиям музыкой и параллельно учился в начальной школе. В возрасте семнадцати лет был награждён стипендией музыкальной школы Meadowmount, которой удостаиваются ежегодно не более трёх кандидатов из числа студентов-музыкантов по всему миру. Среднее образование получил в школе музыки, танца и драматического искусства Videregående RUD. В июне 2012 завершил своё обучение по классу скрипки в музыкальной академии Barratt Due в Осло (диплом бакалавра). Своим талисманом считает запонки, на которых изображена его скрипка.
В 2020 году Александр начал обучение в Columbia College в Чикаго, по программе Master of Fine Arts.

### Музыкальная деятельность до «Евровидения 2009»
Вместе с отцом Александр сотрудничал как музыкант в норвежском мюзикле М. Харкета, вокалиста группы «a-ha». С этим мюзиклом гастролировал в странах Европы, Америке, Китае. Выступал вместе с такими артистами, как Арве Теллефсен, Ханне Крог, Кнутсен и Людвиген. В 2006 году стал победителем норвежского конкурса молодых талантов «Kjempesjansen» с песней собственного сочинения «Foolin'». Выступал с одним из известных в мире скрипачей — П. Цукерманом.
Работал концертмейстером в крупнейшем в Норвегии симфоническом молодёжном оркестре «Унг Симфони» (Ung Symfoni). По собственному признанию, имеет контракты с более чем 20 странами Европы. Своими кумирами в музыке певец называет Моцарта, «Битлз» и Стинга. Обладатель премии фонда Андерса Яреса в области культуры.
В одном из интервью Александр Рыбак сказал, что почти не читает книг.
Певец свободно владеет русским, белорусским, английским и норвежским языками.

### Выступление на «Евровидении 2009»

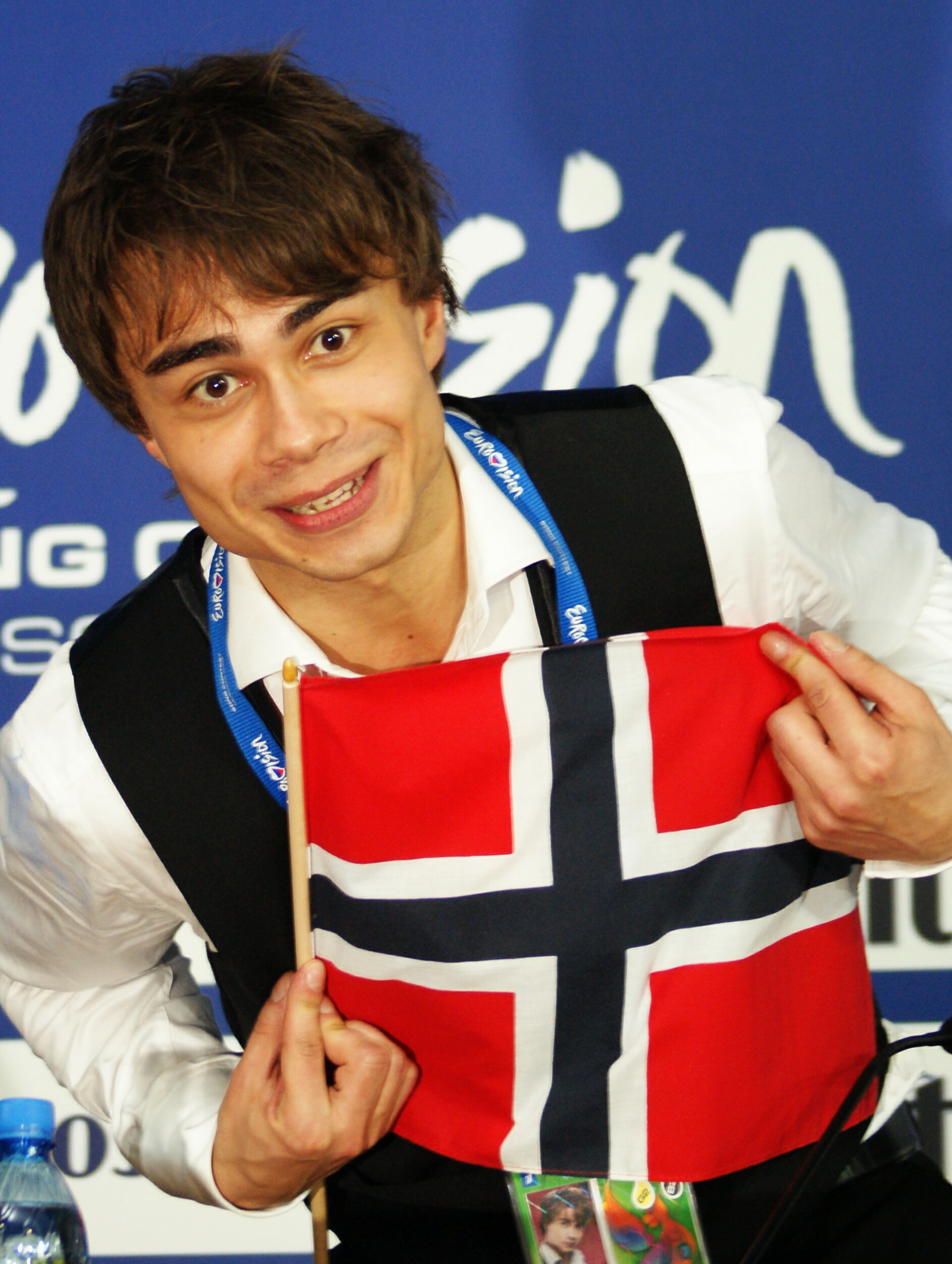
Александр Рыбак на пресс-конференции «Евровидения»

Александр Рыбак стал известен после победы на Евровидении в 2009 году, когда он набрал рекордное количество баллов. Выступая с песней «Fairytale», А. Рыбак получил в норвежском национальном туре «Евровидения-2009» голоса 700 тысяч телезрителей. 16 мая 2009 года стал победителем конкурса «Евровидение-2009» в Москве, набрав рекордные 387 очков. Ни одна страна не дала Александру ниже 2 баллов. Конкурс проходил за день до Национального праздника Норвегии. Предыдущий рекорд, 292 очка, принадлежал в 2006 году группе «Lordi».
Александр Рыбак утверждает, что песню «Fairytale» он посвятил своей бывшей девушке Ингрид Берг Мехус.

«Своим феноменальным успехом на „Евровидении“ Александр Рыбак опроверг стереотипы о том, что для победы в этом конкурсе нужен колоссальный бюджет, известный режиссёр клипа, крутой постановщик, платье-трансформер и шкаф фокусника.»
— С. Малиновский, член профессионального жюри «Евровидения».

### Музыкальная деятельность после «Евровидения 2009»

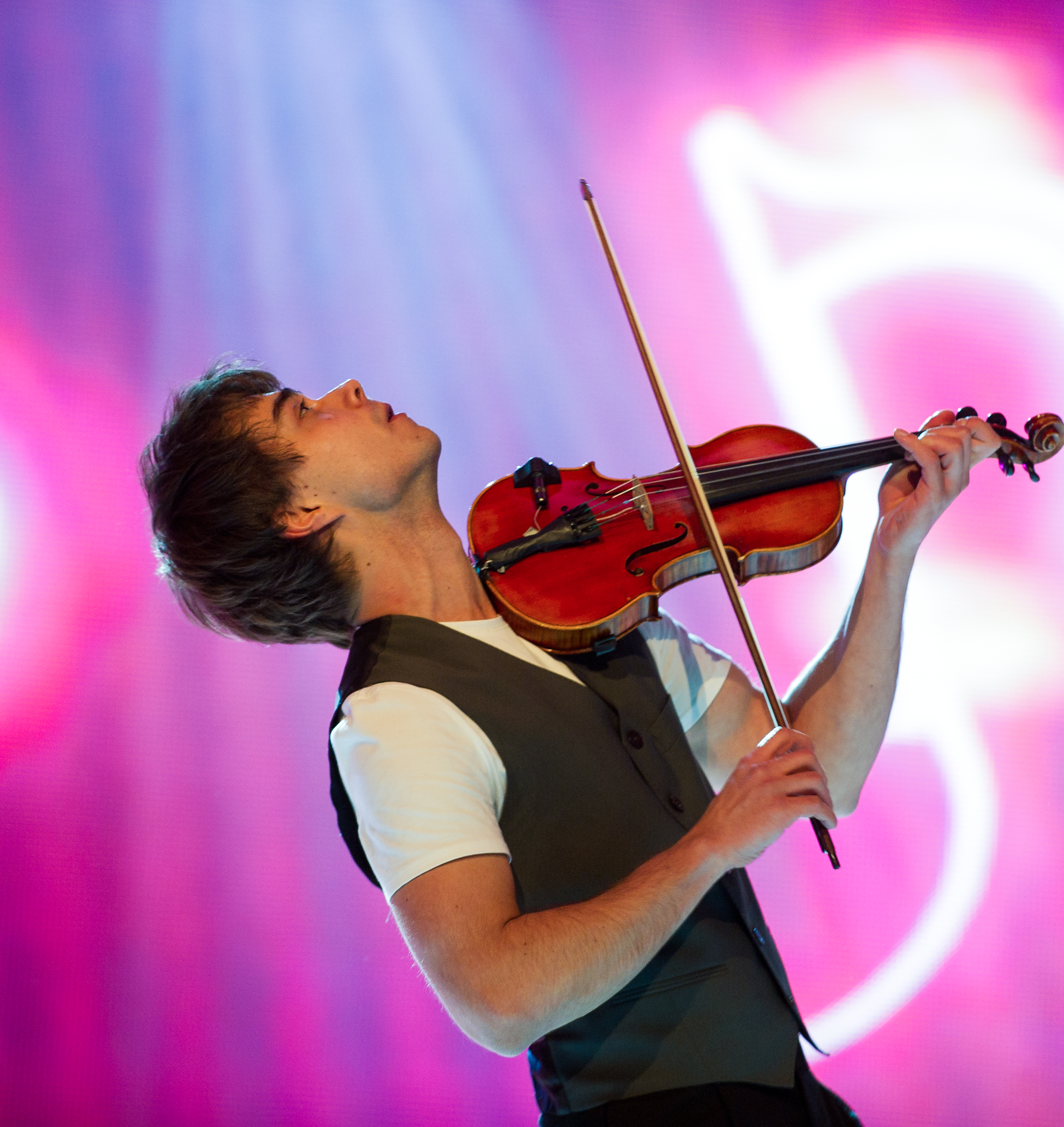
Александр Рыбак в Баку в 2012 году

29 мая 2009 года участвовал в жюри конкурса «Новые голоса Беларуси» в Минске. В июле этого же года принял участие в Международном фестивале искусств «Славянский базар» в Витебске. О своём путешествии в Беларусь Александр сказал, что лучше выступить с концертом в маленькой стране, где все тебя любят и ждут, чем в большой, где тебя никто не знает. Также выступил на концерте для лауреатов Нобелевской премии  в Осло, где исполнил песню «Fairytale» в новой аранжировке с симфоническим оркестром и принял участие в проекте «Фабрика звёзд» на Украине (Новый канал).
6 сентября 2009 года принял участие в программе «Минута славы» на Первом канале.
С 24 ноября по 29 ноября 2009 года выступил с концертным туром в России, дав концерты в Ростове-на-Дону, Самаре, Екатеринбурге, Москве и Санкт-Петербурге. 30 ноября этого же года выступил на Красной площади в Москве вместе с Алексеем Ягудиным на представлении новой символики Зимних Олимпийских игр 2014 года в Сочи.
В начале 2010 года Александр Рыбак работал над записью нового диска, а также озвучил главного героя в норвежской версии мультфильма «Как приручить дракона».
8 марта 2010 года выступил с большим концертом в Таллине.
В 2010 году во время очередного конкурса Евровидения в Норвегии в СМИ появилась информация о нетрадиционной сексуальной ориентации певца. Но позже сам певец опровергнул эту информацию.
В июне 2010 года выпущен второй альбом артиста — No Boundaries. Также в июне принял участие в «Премии Муз-ТВ» и стал лауреатом в номинации «Прорыв года».
В середине октября 2010 года Александр Рыбак выступил в Финляндии на фестивале «Русский романс». В это же время выпустил  студийный альбом «Небеса Европы» и клип на песню «Небеса Европы».Затем была записана белорусская версия песни «Небеса Европы», и выпущен видеоклип.
В 2011 году выпустил альбом Visa Vid Vindens Ängar.
19 июня 2012 года певец выступил в концертном зале Дзинтари в Юрмале (Латвия) совместно со своим отцом Игорем Рыбаком, а также известным искусствоведом, скрипачом Михаилом Казиником и его сыном Борисом Казиником. В сентябре 2013 года в Вильнюсе состоялся большой сольный концерт с программой собственных песен и популярной классической музыки.
В 2013 году продолжается сотрудничество с музыкантами Румынии и Турции, кроме того участвует в записи музыкального проекта норвежского телевидения, работает над созданием мюзикла под названием «Тролль», проводит мастер-классы и концерты с учащимися музыкальных школ в странах Скандинавии и в США. Специально для новой песни победительницы Евровидения-2007 Марии Шерифович (Сербия) «Gorka Hrabrost» записал партию скрипки. В этом же году в качестве члена жюри принял участие в конкурсе «Поющие города» в Белоруссии.
В начале 2014 года  снимает в Норвегии клип на свою песню «Into A Fantasy», созданную для мультфильма «Как приручить дракона 2». В том же году в Норвегии состоялись премьеры ещё двух песен: в телевизионной программе прозвучал танцевальный хит «What I Long For», а солист Эмиль Солли-Танген (Emil Solli-Tangen) исполнил произведение классического стиля «I Dine Hender». Результатом совместной работы в Белоруссии стало представление новой песни «Accent», с которой на республиканском отборе исполнителей для участия в конкурсе Евровидение-2015 выступила группа «Milki», занявшая в итоге четвёртое место. Также в 2014 году А.Рыбак написал ещё одну песню для Евровидения — «Still Here» для участника из Мальты Франклина Галлея (Franklin Galleja).
В 2015 году участвует в российском шоу перевоплощений «Один в один!», где в финале занял 2-е место. В третьем выпуске сезона был спародирован Русланом Алехно. В 2018 году Александр Рыбак вновь представляет Норвегию на конкурсе «Евровидение» с песней собственного сочинения «That’s how you write a song» и проходит с ней в финал. Композиция, с которой участник представил Норвегию на Евровидении-2018, рассказывает о вере в себя и свои силы. В номере Рыбак использует современные технологии: играет на разных музыкальных инструментах, созданных с помощью виртуальной реальности. В итоге он занял 15 место.

## Семья
- Мать — Наталья Валентиновна Рыбак (род. 1959) — пианистка, работала в редакции музыкальных программ Белорусского телевидения.
- Отец — Игорь Александрович Рыбак (род. 1954) — скрипач, работал в музыкальном ансамбле в Витебске, в Минском камерном оркестре. Помимо скрипки, также умеет играть на гитаре, клавишных и аккордеоне.
- Бабушка по отцу — Мария Борисовна Савицкая, преподаватель музыкального училища, жила в Витебске.
- Дедушка по отцу — Александр Яковлевич Рыбак — был офицером-десантником[37].
- Дядя по отцу — Александр Александрович Савицкий. Окончил факультет военных дирижёров Московской консерватории, руководил военным оркестром, вышел на пенсию в звании полковника[37], сейчас — журналист, живёт в Москве.
- Бабушка по матери — Зинаида Егоровна Гурина, живёт в Минске[38].
- Старшая единокровная сестра — Юлия Игоревна Рыбак[38].
  - Племянница— Ульяна[38].

## Связи с родиной
Во время конкурса «Евровидение» Александр подчеркнул свою связь с родиной:

«Если все белорусы согласны, то я очень рад сказать: если я стану победителем, то половина моей победы — белорусская!»
— Из интервью А. Рыбака 9 мая 2009, накануне финала «Евровидения».
Александр Рыбак и его родители сохраняют связи с Беларусью и в целом со странами бывшего Советского Союза. По признанию Александра, у него остались тёплые чувства по отношению к Минску, он считает, что родная культура повлияла на формирование его музыкальных предпочтений.
Со времени своей победы на конкурсе песни Евровидение Александр дважды посетил музыкальный конкурс «Славянский базар» в Витебске. В октябре 2013 года он был приглашён в Минск на финал телевизионного проекта «Поющие города» в качестве куратора, а в апреле там же был награждён премией благотворительного проекта «50 самых успешных людей Минска». В интервью каналу СТВ Рыбак отметил, что чувствует себя на Родине комфортно.
С 2014 года Александр начал активное сотрудничество с продюсерским центром «Гранд Мьюзик», руководителем которого является Андрей Гузель.

## Видеография
| Год  | Клип                                                   | Режиссёр              | Альбом              |
| ---- | ------------------------------------------------------ | --------------------- | ------------------- |
| 2006 | «Foolin»                                               |                       | single              |
| 2009 | «Fairytale»                                            |                       | «Fairytales»        |
| 2009 | «Roll with the Wind»                                   |                       | «Fairytales»        |
| 2009 | «Funny Little World»                                   |                       | «Fairytales»        |
| 2009 | «Я не верю в чудеса (Супергерой)»                      | Александр Войтинский  | OST «Чёрная молния» |
| 2010 | «Fela Igjen» (feat. Opptur)                            |                       | TBA                 |
| 2010 | «Oah»                                                  | Ларс Кристиан Флеммен | «No Boundaries»     |
| 2010 | «Europe’s Skies» / «Небеса Европы» / «Небасхіл Еўропы» | Александр Филатович   | «No Boundaries»     |
| 2012 | «Стрела Амура»                                         | Александр Филатович   | TBA                 |
| 2012 | «Leave Me Alone» / «Достала»                           | Александр Филатович   | TBA                 |
| 2013 | «5 To 7 Years»                                         | Александр Рыбак       |                     |
| 2015 | «Котик»                                                | Рустам Романов        |                     |
| 2016 | «Люблю тебя как раньше»                                | Рустам Романов        |                     |
| 2016 | «Abrazame»                                             |                       |                     |
| 2019 | «I’m Still Here»                                       | Marius Bjellebø       |                     |
| 2020 | «My Whole World»                                       | Marius Bjellebø       |                     |
| 2020 | «Позади» / «Give Me Rain»                              | Marius Bjellebø       |                     |
| 2021 | Stay                                                   |                       |                     |

## Фильмография
| Год  | Название фильма                    | Роль                            |
| ---- | ---------------------------------- | ------------------------------- |
| 2010 | Гадкий утёнок                      | Лис                             |
| 2010 | Как приручить дракона              | Иккинг (норвежский дубляж)      |
| 2010 | Юхан-скиталец                      | Леви                            |
| 2014 | Как приручить дракона 2            | Иккинг (норвежский дубляж)      |
| 2015 | Савва. Сердце воина                | Шаман Ши-Ша (норвежский дубляж) |
| 2019 | Как приручить дракона 3            | Иккинг (норвежский дубляж)      |
| 2020 | Евровидение: История огненной саги | в роли самого себя (камео)      |

- 2013 — снялся в клипе Алёны Ланской Solayoh, представительницы Белоруссии на Евровидении 2013

### Вокал
- 13 Horses
- 500 Miles
- 5000 Letters
- Abandoned
- All I Do Is Dream Of You
 All of me
- Always A Woman
- Baby It’s Cold Outside
- Beyond The Sea
- Brown eyed girl
- Can’t Take My Eyes Off Of You
- Castle Made Of Snow
- Dare I Say
- Disney Girls
- Dolphin
- Don’t kiss And Tell
- Do You Think I’m Sexy?
- Europe’s Skies
- Leave Me Alone
- Fairytale
- Funny Little World
- Fela Igjen (норв.)
- First Kiss
- Foolin
- From Russia With Love
- I’m In Love
- I’ll show you (в дуэте с Паулой Селинг)
- If You Were Gone
- I’m Jealous
- Into a fantasy
- Oah
- Resan Till Dig (швед.)
- Roll With The Wind
- Runaway
- Skin
- Suomi
- Tell me when
- Visa Vid Vindens Ängar (швед.)
- Viva La Vida
- What I Long For
- Why Not Me?

### На белорусском и русском языках
- Купалінка
- Небасхіл Еўропы (Небеса Европы)
- Когда уйдёшь
- Сказка
- Старый клён
- Стрела Амура
- Так и скажи
- Ты достала меня
- Я не верю в чудеса (Супергерой)
- Я спросил у ясеня
- Я уеду в Комарово
- Я влюблён
- Как ты красива сегодня
- Лишь на миг
- Катрин
- Котик
- Люблю тебя как раньше
- Позади

### Инструментальные пьесы
- Barndance
- Венгерская сюита
- Вокализ (С. Рахманинов)
- Bergrosa
- Концерт для двух скрипок d-moll (J. S. Bach)
- Концерт No.2 g-moll «Лето» (A. Vivaldi)
- Misirlou
- Партита для скрипки No.2 d-moll «Chaconne» (J. S. Bach)
- Прелюдия и аллегро в стиле С. Назира (F. Kreisler)
- Song from a secret garden (Secret Garden)
- Sveitin milli sanda
 Dagdrøm[46] (A. Рыбак)

## Участие в конкурсах и премии
- 2000 и 2001: Премия конкурса юных музыкантов Sparre Olsen.
- 2003: Студенческая премия Meadowmount.
- 2004: Награждён премией Андерса Яреса в области культуры по итогам года[47]
- 2005: Прошёл в полуфинал норвежского варианта конкурса Idol (аналог Фабрика звёзд).
- 2006: Победил в конкурсе телекомпании NRK Kjempesjansen с собственной песней Foolin[48].
- 2007: Награждён премией Hedda за роль в спектакле «Скрипач на крыше» норвежского театра Oslo Nye Teater[49].
- 2009: Победил в норвежском отборочном туре Евровидения 2009 с песней собственного сочинения «Fairytale»[50]
- 2009: Победил на конкурсе песни «Евровидение 2009» в Москве.
- 2010: Премия «Соотечественник года-2009» — за вклад в распространение российского искусства за рубежом[51][52].
- 2010: Награждён премией Grammy в рамках Spellemann по итогам года в Норвегии[53].
- 2010: Награждён Премией Бог Эфира в номинации «РАДИОХИТ» — «иностранный исполнитель»[54].
- 2010: Победил в номинации Прорыв года премии «Муз-ТВ 2010»[55].
- 2011: Участвовал как конкурсант в вокальном телешоу в Киеве и в танцевальной программе на телевидении в Стокгольме[56][57].
- 2015: Участие в телешоу «Один в один!» на канале Россия-1[58].
- 2018: Победил в норвежском отборочном туре Евровидения 2018 с песней собственного сочинения «That’s How You Write A Song».
- 2018: Участие в конкурсе песни «Евровидение 2018» в Лиссабоне[59]. Занял 15 место.

## Обвинения в плагиате
- Некоторые средства массовой информации поторопились обвинить Рыбака в плагиате «Журавлиной Песни» композитора Кирилла Молчанова («Abandoned» самого Рыбака)[60], в то время как переработка песни была оформлена по всем правилам[61].
- Александр Рыбак стал победителем антипремии «Серебряная калоша—2010» в номинации «Плагиат года, или Отдавай-ка родимую взад» с песней Аркадия Укупника «Я не верю в чудеса» из саундтрека к фильму «Чёрная Молния», которая напоминает[62] хит «I Don't Want to Miss a Thing» группы «Aerosmith».

## Дискография

### Альбомы
| Год  | Альбом | Позиции в чартах | Позиции в чартах |
| ---- | --- | ---------------- | ---------------- |
| Год  | Альбом | NOR              | RUS              |
| 2009 | Fairytales - Дебютный студийный альбом - Релиз: 1 июня 2009 (Россия) - Лейбл: EMI Universal Music Group - Жанр: Поп | 1                | 1                |
| 2010 | No Boundaries - Второй студийный альбом - Релиз: 21 июня 2010 - Лейбл: EMI, Universal - Жанр: Поп                   | 7                | ?                |
| 2010 | Небеса Европы - Студийный альбом - Релиз 23 декабря - Лейбл: Moon Records - Жанр: Поп                               | ?                | ?                |
| 2011 | Visa Vid Vindens Ängar - Студийный альбом - Релиз: 17 июня - Лейбл: Lionheart Records - Жанр: Поп                   | 7                | ?                |
| 2012 | Christmas Tales - Студийный альбом - Релиз: 23 ноября - Лейбл: Grappa - Жанр: Christian & Gospel                    | ?                | ?                |

## Видеография
| Год  | Клип                                                   | Режиссёр              | Альбом              |
| ---- | ------------------------------------------------------ | --------------------- | ------------------- |
| 2006 | «Foolin'»                                              |                       | single              |
| 2009 | «Fairytale»                                            |                       | «Fairytales»        |
| 2009 | «Roll With The Wind»                                   |                       | «Fairytales»        |
| 2009 | «Funny Little World»                                   |                       | «Fairytales»        |
| 2009 | «Я не верю в чудеса (Супергерой)»                      | Александр Войтинский  | OST «Чёрная молния» |
| 2010 | «Fela Igjen» (feat. Opptur)                            |                       | TBA                 |
| 2010 | «Oah»                                                  | Ларс Кристиан Флеммен | «No Boundaries»     |
| 2010 | «Europe’s Skies» / «Небеса Европы» / «Небасхіл Еўропы» | Александр Филатович   | «No Boundaries»     |
| 2012 | «Стрела Амура»                                         | Александр Филатович   | TBA                 |
| 2012 | «Leave Me Alone» / «Достала»                           | Александр Филатович   | TBA                 |
| 2013 | «5 To 7 Years»                                         | Александр Рыбак       |                     |
| 2015 | «Котик»                                                | Рустам Романов        |                     |
| 2016 | «Люблю тебя как раньше»                                | Рустам Романов        |                     |
| 2016 | «Abrazame»                                             |                       |                     |
| 2019 | «I’m Still Here»                                       | Marius Bjellebø       |                     |
| 2020 | «Give me rain» / «Позади»                              | Marius Bjellebø       |                     |
| 2020 | «Magic»                                                | Marius Bjellebø       |                     |